# 仰口鰏
仰口鰏，又稱鹿斑仰口鰏，俗名金錢仔，為輻鰭魚綱鱸形目鰏科的魚類。

## 分布
本魚分布於印度西太平洋區，包括東非、馬達加斯加、模里西斯、馬爾地夫、印度、斯里蘭卡、孟加拉灣、安達曼海、泰國、越南、馬來西亞、柬埔寨、中国大陆和台灣、日本、菲律賓、印尼、澳洲、新幾內亞、馬里亞納群島、馬紹爾群島、帛琉、密克羅尼西亞、所羅門群島、諾魯等海域。

## 深度
水深5至20公尺。

## 特徵
本魚上下頜齒細小，刷毛狀，各成一列，無犬齒。口極小，伸出時向下斜，閉合時下頜垂直位。標準體長為體高的1.5至1.8倍。由眼之前緣至頰部有一黑色線紋，鰓蓋上有一黑斑。體側上有細橫紋5至6條，長度不超過體側中心線。背鰭硬棘8枚、軟條16枚；臀鰭硬棘3枚、軟條14枚。體長可達8公分。

## 生態
屬於小型熱帶沿岸肉食性魚類，岸邊至近海的沙泥地皆可發現其蹤跡。游泳能力差，常聚集成群，緩慢的在海床上覓食。以浮游動物，如橈腳類、大型甲殼類的幼生期及稚魚為食。

## 經濟利用
可食用，為魚體小，常當作下雜魚。